# Wolf Rüdiger Heß
Wolf Rüdiger Heß (* 18. November 1937 in München; † 24. Oktober 2001 ebenda) war ein deutscher Architekt. Er war der Sohn von Rudolf und Ilse Heß sowie Patenkind Adolf Hitlers.

## Leben

### Frühe Kindheit
Wolf Rüdiger Heß war ein Einzelkind, dessen Taufpate Adolf Hitler auch schon Trauzeuge bei der Hochzeit der Eltern war. Auch der Name des Kindes wurde entsprechend gewählt: Wolf war ein Spitzname Hitlers während seiner Jugendjahre, Rüdiger entstand in Anlehnung an Rudolf. Heß nannte den Jungen „Buz“.
Nach Heß’ Geburt wurde jeder Gauleiter angewiesen, etwas „Heimaterde“ an dessen Eltern zu senden. Die Erde wurde unter seiner Wiege verstreut, um Heß symbolisch sein Leben auf dem gesamten deutschen Boden beginnen zu lassen. Gleichzeitig sollte damit die Freude ganz Deutschlands über den sehnlichst erwarteten Nachwuchs im Hause Heß symbolisiert werden.
Nach dem Flug seines Vaters nach Großbritannien zog seine Mutter mit ihm am 14. Mai 1941 nach Bad Oberdorf um.

### Leben nach dem Zweiten Weltkrieg

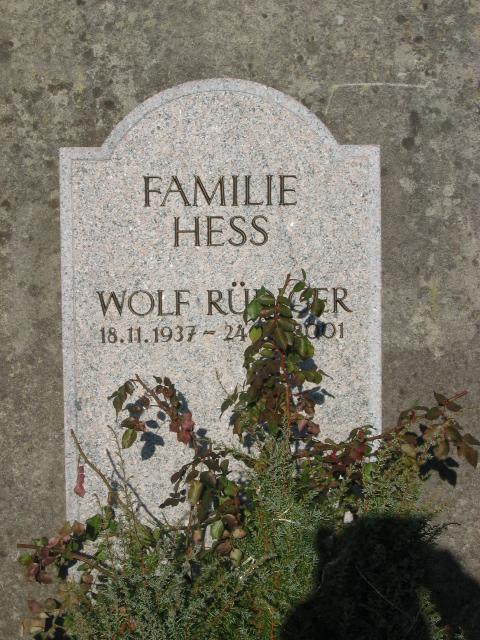
Grabstein von Wolf Rüdiger Heß

Am 3. Juni 1947 wurde seine Mutter zusammen mit den Ehefrauen aller anderen in Nürnberg Verurteilten oder Hingerichteten verhaftet und in Augsburg-Göggingen interniert. Bis zu ihrer Freilassung am 24. März 1948 lebte Wolf-Rüdiger Heß bei einer Tante. Er besuchte ab 1947 das Gymnasium und absolvierte ab Mitte der 1950er-Jahre ein Architektur-Studium.
Er setzte sich sein ganzes Leben lang für die Freilassung und Rehabilitierung seines Vaters ein. Nach dessen Tod im August 1987 verlieh er seiner Überzeugung Ausdruck, dass sein Vater keinen Suizid begangen habe, sondern vom britischen Geheimdienst SIS ermordet worden sei, damit er keine unangenehmen Fakten über seinen 1941 durchgeführten Flug nach Schottland preisgeben könne. Heß veröffentlichte mehrere Bücher über seinen Vater und behauptete, sein Vater sei ermordet worden. Seine Veröffentlichungen erschienen in rechtsextremen Verlagen wie Druffel, aber auch bei Langen-Müller.
Heß war verheiratet und hatte drei Kinder.
Heß starb 2001 in einem Münchner Hospital an den Folgen eines Schlaganfalls. Bereits am 23. August 1987 hatte er – eine Woche nach dem Tod seines Vaters – einen Schlaganfall erlitten und war in einem Münchner Hospital behandelt worden.
Vor seinem Tod übergab er den Nachlass seines Vaters, 4100 Briefe und den privaten Schriftwechsel der Familie mit rund 50 000 Blatt, dem Schweizerischen Bundesarchiv in Bern.

## Politische Aktivitäten
Heß gründete die Vereinigung Freiheit für Rudolf Heß, die nach dem Tod des Vaters in die Rudolf-Heß-Gesellschaft e. V. umgewandelt wurde. Nach Eigenangaben hatte der eingetragene Verein 1991 ca. 500 Mitglieder. Im Vereinsregister des Amtsgerichts München ist sie im Blatt VR 12767 eingetragen. Den Vorsitz hatte bis zu seinem Tod im Oktober 2001 Wolf Rüdiger Heß und anschließend bis 2006 seine Frau inne. Stellvertretender Vorsitzender war zeitweise der Verleger Gert Sudholt.
Die Rudolf-Heß-Gesellschaft (R.H.G.) hält – wie die meisten Vereine – jährliche Mitgliederversammlungen ab. Außerdem werden öffentliche und nicht-öffentliche Veranstaltungen organisiert. In die Öffentlichkeit trat die Gesellschaft zu Beginn der 1990er Jahre durch die Teilnahme an dem jährlich von neofaschistischen Gruppierungen organisierten Rudolf-Heß-Gedenkmarsch sowie durch Flugblätter und Postkarten. Die R.H.G. veröffentlicht unregelmäßig Rundbriefe, die aus dem Vereinsleben berichten. Einzelne Schriftstücke und Briefwechsel werden als Dokumentationen verbreitet.
Die R.H.G. sieht sich als „internationaler Zusammenschluss von natürlichen und juristischen Personen, die es sich zur Aufgabe macht, die historische Bedeutung des politischen Wirkens von Rudolf Heß, insbesondere seine Arbeit in Partei und Staat, und die Hintergründe seines Englandfluges am 10. Mai 1941 aufzuklären […] sowie die Umstände seines Todes im alliierten Militärgefängnis am 17. August 1987 zu klären. Darüber hinaus soll sie das Andenken von Rudolf Heß wahren“.
Gemeinsam mit der mittlerweile verbotenen Organisation Nationale Liste, der Volkstreuen Außerparlamentarischen Opposition (VAPO) und dem Verlag Samisdat Publishers (Toronto) forderte die R.H.G. unter der Verantwortung von „Wehr Dich“-Herausgeber Berthold Dinter die Rehabilitierung von Rudolf Heß, so z. B. durch die Wiederverleihung der Ehrenbürgerschaft der Stadt Wunsiedel an Rudolf Heß, die ihm nach Kriegsende entzogen wurde. In ihren Äußerungen nehmen die Mitglieder der R.H.G. positiven Bezug auf die Veröffentlichungen des Verlages Samisdat Publishers von Ernst Zündel.
Während ihre Vorläuferorganisation in den 1970er Jahren mehrere tausend Unterstützer um sich sammelte, isolierte sich die spätere R.H.G. durch Kontakte zu militanten Neofaschisten. Dennoch warb die Gesellschaft nach Eigenangaben zwischen 1988 und 1995 162.385,45 DM an Spenden ein und erwartete weitere 200.000 DM an Spenden für Anwalts-, Übersetzungs- und Reisekosten. Die Aufwendungen stehen im Zusammenhang mit den Bemühungen, Rudolf Heß als „Friedensflieger“ zu rehabilitieren.

## Schriften
- Wolf Rüdiger Heß: Mein Vater Rudolf Heß. Englandflug und Gefangenschaft. Langen Mueller, München / Wien 1984
- Wolf Rüdiger Heß: Rudolf Heß: "Ich bereue nichts". Leopold Stocker Verlag, 1994